# Ахерн, Сесилия
Сеси́лия Ахе́рн (англ. Cecelia Ahern, ирл. Cecelia Ní hEachthairn; род. 30 сентября 1981 года, Дублин, Ирландия) — ирландская писательница, автор любовных романов.
Также является одним из создателей и продюсером получасового комедийного шоу под названием «Кто такая Саманта?» (Samanta Who?).

## Биография
Сесилия провела детство в пригороде Дублина.
Сесилия Ахерн окончила факультет журналистики.
Первый роман, «P.S. I Love You», написала в возрасте 21 года . Книга заняла первые места в рейтингах бестселлеров США, Англии, Ирландии, Германии, причем в последней продержалась 52 недели.
В ноябре 2004 года её вторая книга, «Where rainbows end», также достигла вершины рейтингов в Ирландии и Соединенном Королевстве. В списке лучших в Ирландии роман продержался 12 недель.
Её третья книга, «If you could see me now», была опубликована в ноябре 2005 года и также стала бестселлером.
В 2006 году вышел четвёртый роман «There’s no place like here» и также стал № 1 в Ирландии и Соединенном Королевстве.

## Семья
С 9 июня 2010 года Сесилия Ахерн замужем за ирландским актёром Дэвидом Кеоганом. У них двое детей: дочка Робин, которая родилась в декабре 2009, и мальчик по имени Сонни, который родился 23 июля 2012 года.
Её отец — бывший премьер-министр Ирландии Берти Ахерн.
У Сесилии есть сестра, которая замужем за певцом из группы Westlife, у них растут близнецы.

## Премии
- 2004/2005 — «Лучший дебютант» The British Book Awards[4] за роман «P.S. I Love You».
- 2005 — «Ирландская литературная премия» (Irish Post Award)
- 2005 — Corine Literature Prize[5] за роман «Where rainbows end»
- 2006 — Fun Fearless Fiction Award от журнала «Космополитен» за роман «If you could see me now»
- 2008 — Best New Writer Архивная копия от 20 декабря 2016 на Wayback Machine, от женского журнала «GLAMOUR Архивная копия от 10 декабря 2016 на Wayback Machine»

## Экранизации произведений
- 2007 — P. S. Я люблю тебя
- 2014 — С любовью, Рози